# Heliotropium rufipilum
Heliotropium rufipilum là loài thực vật có hoa trong họ Mồ hôi. Loài này được (Benth.) I.M.Johnst. mô tả khoa học đầu tiên năm 1928.